# آهلر بروخگرن
آهلر بروخگرن (به آلمانی: Ahler Bruchgraben) یک رود در آلمان است که در نوردراین-وستفالن واقع شده‌است.